# Premis Imagen

Els premis Imagen (Imagen Awards) són guardons cinematogràfics americans, creats l'any 1985 i organitzats per la Fundació Imagen (Imagen Foundation en anglès), una associació estatunidenca l'objectiu de la qual és de 
| « | encoratjar i reconèixer les representacions positives dels hispans en la indústria de la diversió | » |

.

## Història
L'any 1983, Helen Hernandez coneix el guionista i productor Norman Lear. Aquest és conscient de la quasi-absència de representacions positives dels hispans a la indústria de la diversió. Ell i Helen Hernandez es troben amb els dirigents de la Nacional Conference for Community and Justice, una organització americana de defensa dels drets cívics. D'aquesta trobada neixen l'any 1985 els Imagen Foundation Awards (o Imagen Awards).
Els guanyadors inclouen professionals de la indústria de la diversió com Andy García, Antonio Banderas, Phil Roman, Edward James Olmos, Bill Meléndez, Rita Moreno, Jennifer Lopez i Héctor Elizondo.

## Categories
- Millor pel·lícula (Best Picture)
- Millor Director (Best Director)
- Millor actor - Llargmetratge (Best Actor – Feature Film)
- Millor actriu - Llargmetratge (Best Actress – Feature Film)
- Millor programa de televisió de Primetime - Drama (Best Primetime Television Program – Drama)
- Millor programa de televisió de Primetime - Comèdia (Best Primetime Television Program – Comedy)
- Millor programa de Primetime: especials, pel·lícules i mini-sèries (Best Primetime Program: Special, Movies, & Mini-Series)
- Millor actor - televisió (Best Actor – Television)
- Millor actriu - televisió (Best Actress – Television)
- Millor actor secundari - Televisió (Best Supporting Actor – Television)
- Millor actriu secundària - Televisió (Best Supporting Actress – Television)
- Millor actor jove - Televisió (Best Young Actor – Television)
- Millor espectacle de varietat o realitat (Best Variety or Reality Show)
- Millor Programació Infantil (Best Children's Programming)
- Millor documental (Best Documentary)
- Millor Programa Informatiu (Best Informational Program)
- La millor publicitat a l'aire (Best On-Air Advertising)